# Palazzetto dello sport Alberto Carneroli
Il Palazzetto dello sport "Alberto Carneroli" o PalaCarneroli (già Mondolce) è un'arena coperta di Urbino, che ospitava gl'incontri casalinghi della Robur Tiboni Volley. Il 26 settembre 2020 è stato intitolato ad Alberto Carneroli. L'impianto ha ospitato le partite casalinghe di campionato e coppa Italia della Megavolley Vallefoglia, per le stagioni di Serie A1 2021-22 e 2022-23.